# Tickmill
Tickmill jest brytyjskim brokerem, oferującym dostęp do rynku forex, metali szlachetnych oraz posiadającym w swojej ofercie kontrakty na różnice kursowe (CFD). Firma świadczy usługi zarówno dla klientów instytucjonalnych, jak i klientów detalicznych z całego świata. Tickmill dostarcza klientom materiały edukacyjne, webinaria oraz współpracę w modelu IB (introducer broker).

## Historia
Firma Tickmill została założona przez obecnych udziałowców w sierpniu 2014 roku, w Mahe na Seszelach. W styczniu 2015 roku spółka rozpoczęła świadczenie usług dla klientów detalicznych.
W marcu 2015 roku Tickmill wprowadził do swojej oferty instrumenty CFD, w tym między innymi indeksy giełdowe z Niemiec, Japonii, Europy, Wielkiej Brytanii oraz Stanów Zjednoczonych. Wśród instrumentów handlowych oferowanych przez Tickmill znajdują się 64 pary walutowe oraz metale szlachetne.
W czerwcu 2015 roku Tickmill zaprezentował odświeżoną wersję programu IB.
W sierpniu 2015 roku firma wprowadziła do oferty konta VIP oraz dodała indeks giełdowy HK50, wychodząc naprzeciw oczekiwaniom klientów z Azji.
W 2015 roku Tickmill nawiązuje współpracę z BeekFX, mającą na celu dostarczenie inwestorom niezawodnego rozwiązania VPS.
W marcu 2016 roku Tickmill przedstawił nowe narzędzie dla osób zarządzających kapitałem innych klientów – konto Multi Account Manager (MAM). Do oferty wprowadzono również konto islamskie, które jest zgodne z prawem Szariatu.
W lipcu 2016 roku firma zanotowała rekordowy wolumen handlu w wysokości $49,1 miliardów.
W listopadzie 2016 roku Tmill UK, brytyjska spółka należącą do grupy Tickmill, otrzymała licencję od brytyjskiego nadzoru finansowego (Financial Conduct Authority). Licencja FCA pozwoliła na rozszerzenie działalności o kraje Europejskie oraz Wielką Brytanię. Dyrektorem generalnym w brytyjskiej spółce został Duncan Andersone. Anderson posiada duże doświadczenie w branży finansowej, w przeszłości zajmował różne stanowiska kierownicze w spółkach powiązanych z rynkiem walutowym.
W lutym 2017 roku Tickmill przedstawił narzędzie Autochartist – narzędzie analizy technicznej w postaci dodatku do platformy MT4 pozwalające na łatwą identyfikację poziomów wsparcia oraz oporu, ocenę ryzyka, optymalizację poziomu stop loss oraz take profit, a także ustalenie optymalnego punktu wyjścia/wejścia dla danej transakcji.

## Platforma oraz rodzaje kont

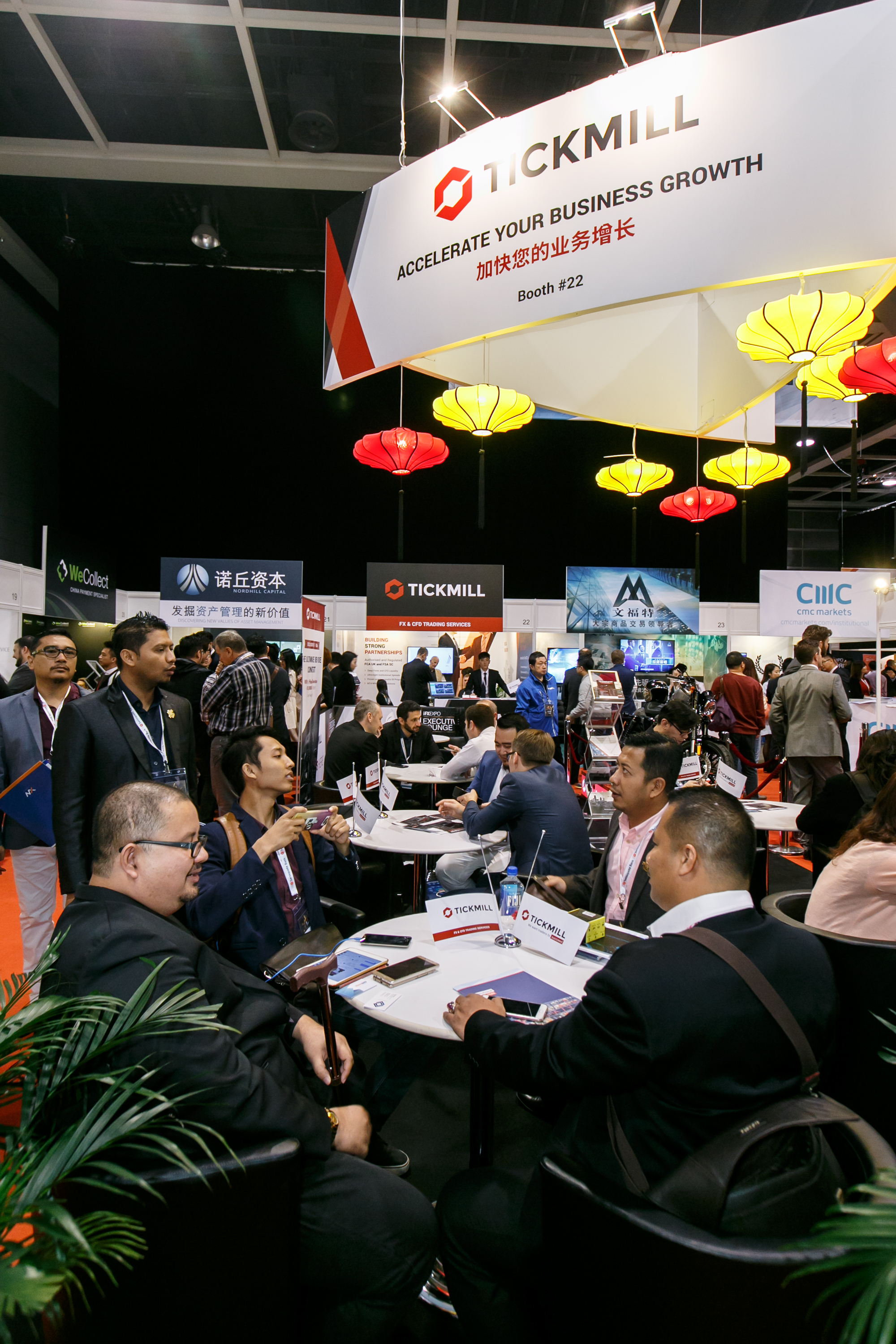

Jako platformę inwestycyjną umożliwiającą handel na rynku Forex Tickmill oferuje MetaTrader 4 (MT4).
MetaTrader 4 działa zarówno na systemie operacyjnym Microsoft Windows, jak i na urządzeniach z systemem Android. W lipcu 2015 roku Tickmill zaprezentował natywną aplikację MT4 dla użytkowników komputerów Mac.
Firma umożliwia również korzystanie z rozwiązania AutoTrade (kopiowanie sygnałów). Pozwala to na kopiowanie transakcji bezpośrednio na konto MetaTrader 4 w Tickmill. Dla osób zarządzających kapitałem dostępne są konta PAMM. W ofercie znajduje się również program IB (Introducing Broker), dzięki któremu można otrzymać prowizję za każdego poleconego klienta.

## Międzynarodowe targi branżowe
- 21–23 lutego 2017, Tickmill uczestniczył w targach iFX EXPO Asia w Hongkongu jako jeden z głównych sponsorów. Podczas targów odbył się warsztat pod tytułem: “Why IBs are better off with ECN brokers”, prowadzony przez CEO Duncana Andersona[22].
- 24–25 marca 2017, Tickmill uczestniczył w targach FxCuffs 2017 odbywających się w Centrum kongresowym ICE w Krakowie. Tickmill był złotym sponsorem targów[23].

## Nagrody
Nagrody otrzymane podczas Chinese Forex Expo 2016:
- „The Most Trusted Forex Broker” 2015-2016
- „The Best ECN / STP Broker” 2015-2016[24]

## Kampanie marketingowe
- Trader of the Month – Każdego miesiąca Tickmill przekazuje $1000 nagrody osobie, która osiągnęła ponad przeciętny zysk oraz wykazała się umiejętnościami zarządzania ryzykiem i kapitałem[25].
- Demo Race – Konkurs w którym bez żadnego ryzyka inwestorzy mogą sprawdzić swoje umiejętności oraz różnorodne strategie. Dla zwycięzców przewidziane są nagrody pieniężne[26].
- NFP Machine – Comiesięczny cykliczny konkurs związany z publikacją danych o zatrudnieniu w sektorze pozarolniczym w USA. Należy odgadnąć cenę jednego z instrumentów[27].